# 尼泊尔共产党（毛主义中心）
尼泊尔共产党（毛主义中心）（羅馬化：Nēpāla Kamyunisṭa Pārṭī (Mā'ōvādī Kēndra)），简称尼共（毛中心），是尼泊尔的一个共产主义政党。1994年，以普什帕·卡迈勒·达哈尔（化名“普拉昌达”）为首的一个派系从尼泊尔共产党（团结中心）分裂出来，另组新党，也以尼泊尔共产党（团结中心）为名。1995年，该党改称尼泊尔共产党（毛主义）。2009年1月，尼泊尔共产党（团结中心—火炬）并入该党，该党遂改名为尼泊尔联合共产党（毛主义）。 2016年5月19日，其他9个毛主义政党和派别并入该党，形成尼泊尔共产党（毛主义中心）。2018年5月17日，与尼泊尔共产党（联合马列）合并为尼泊尔共产党。2021年3月8日，尼泊尔最高法院裁定2018年尼泊尔共产党（联合马列）与尼泊尔共产党（毛主义中心）的合并无效，两党自即日起恢复。该党曾是南亚毛主义政党和组织协调委员会的成員。

## 历史

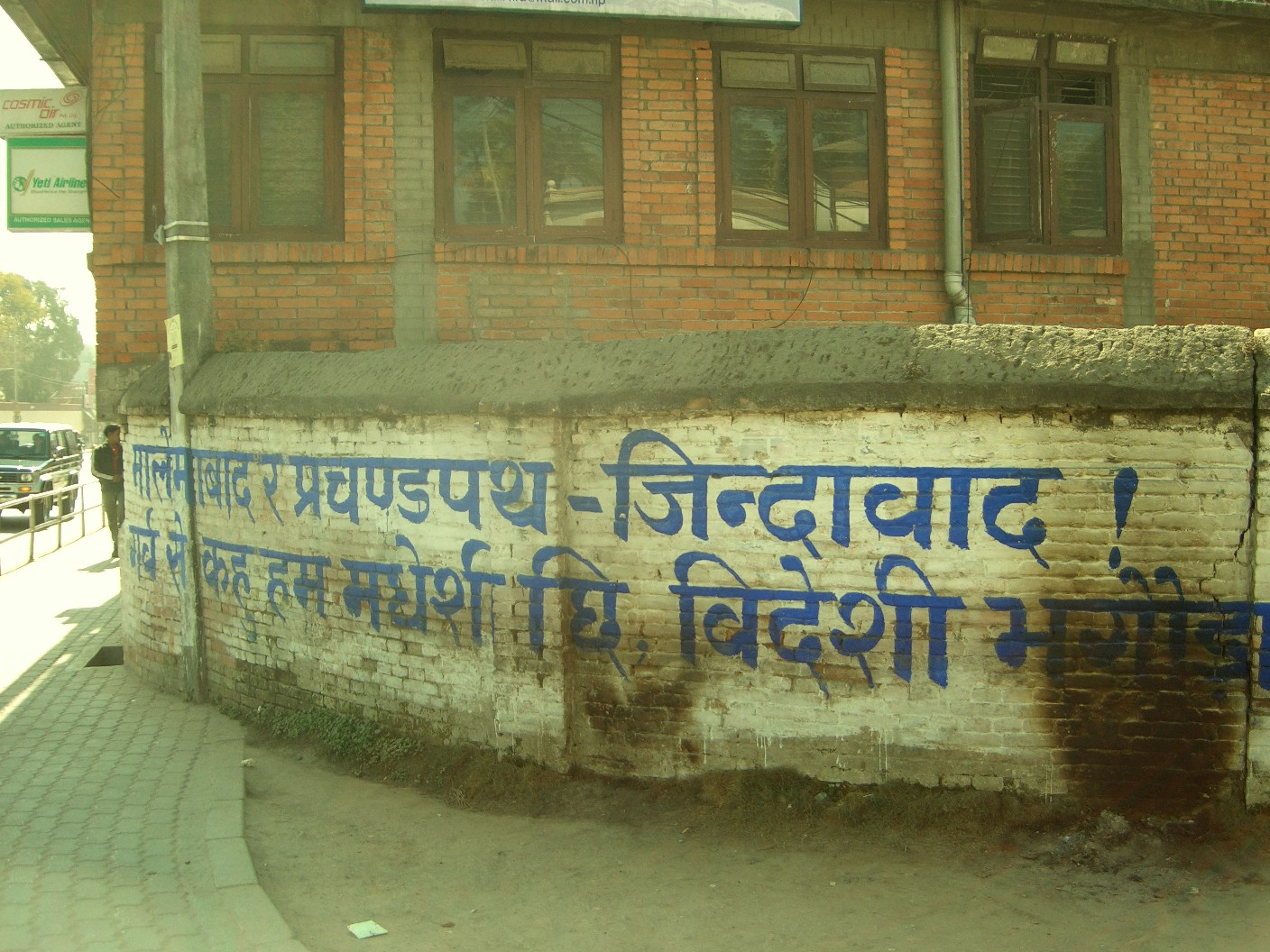
加德满都街头建筑围墙上的标语：“马克思列宁毛主义普拉昌达道路万岁！”

该党於1994年从尼泊尔共产党（团结中心）中分裂出来，由一些持有激进的毛泽东思想的观点的人组成。他們在最初仍然沿用「團結中心」的名稱，直到1995年才改称“尼泊尔共产党（毛主义）”。尼共（毛）成立初期，只是要求廢止君主專制，完全落实君主立憲制。1996年2月13日，尼共（毛）发动“人民战争”，试图用“以农村包围城市”的战略，以農村為中心，在尼泊尔实现“新民主主义”，之后在进一步实现社会主义社会。2001年，尼泊爾政府軍展開對抗尼共（毛）的軍事行動，主要在國家的西部地區。在随后的几年之内，尼共（毛）已经實際控制了尼泊尔過半數的地区，並從2004年底开始，对首都加德满都围城。其間，雙方曾有幾次停火協議。
2006年，在尼共（毛）支持的加德满都城内的人民大规模民主運動之后，5月18日尼泊尔议会一致通過，剝奪國王贾南德拉包括軍權在內的權力，使尼泊爾日後不受王室控制。尼共（毛）與七黨聯盟達成十二點共識，並承諾實行民主改革後停止武裝鬥爭。往後的三個月，尼共宣佈停火，但「強迫捐獻」的情況仍然持續。當中，全國最大的合營公司Dabur Nepal被毛派工會要求繳納高達100萬美元的「工會會費」。11月7日，尼共（毛）和政府达成协议，放弃武装斗争，加入臨時政府：軍隊會被收編入政府軍，而黨組織亦會改組成政黨，準備在2007年6月參加大選。

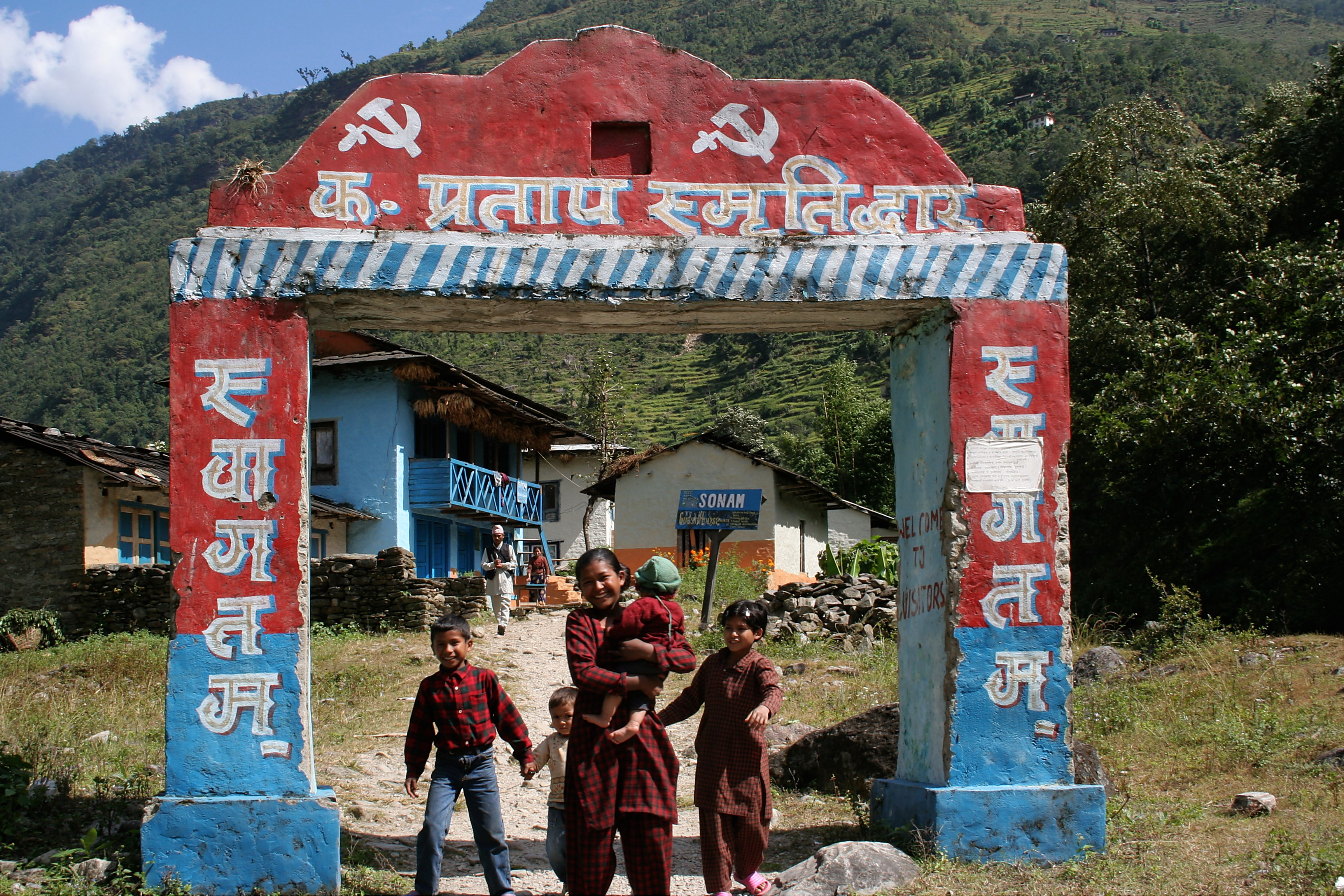
在毛派控制地區內的山谷的一個家庭

2007年9月18日，尼共（毛）宣布退出临时政府。12月23日，主张君主立宪多党制的大会党和主张完全废除君主制，实行共和制的尼共（毛）达成协议，废除君主制，尼共（毛）返回国会。
2008年4月，尼共（毛）在尼泊爾制憲会议選舉中成為立憲議會中的最大黨。
2008年8月22日，尼共（毛）中央委员会主席普拉昌达领导的尼泊尔联邦民主共和国第一届政府正式成立。首次宣誓就职的有8位部长：尼共（毛）中央委员巴布拉姆·巴特拉伊任财政部长；尼共（毛）中央委员巴德尔任国防部长；尼共（毛）发言人、中央委员马哈拉任通信部长；尼共（毛）中央委员古隆任司法部长。此外，尼泊尔马德西人民权利论坛的4名领导人分别担任外交部长、交通部长、农业部长和教育部长。
尼共（毛）领袖普拉昌达在胜选担任新政府总理后，表示要将尼泊尔经营成为“亚洲的瑞士”，不排斥全球化，欢迎八方游客到尼泊尔观光旅游。二号人物巴布拉姆·巴特拉伊则称，尼共（毛）将会把推动公有制和私有制混合经营作为经济政策的一部分，并推动建立友好的劳资关系。这暗示尼共（毛）领导下的新政府将学习中国的改革开放政策，不会采取传统意义上的斯大林主义和毛主义的做法，而将采取较为开放的经济政策，尊重商业、私营企业和在尼外商，也欢迎外资的流入。
2009年1月13日，尼泊爾共產黨（毛主義）与尼泊尔共产党（团结中心－火炬）宣布合并，组建尼泊尔聯合共产党（毛主义）。普拉昌达说，这标志着尼泊尔左派力量统一的开始。
尼共（毛）胜选不久，由于尼泊尔总统亚达夫阻止总理普拉昌达免去参谋长卡特瓦尔职务，尼泊尔大会党和尼泊尔共产党（联合马列）威胁辞职，称普拉昌达如不收回免去参谋长卡特瓦尔职务的成命，两党成员就要全体辞职并退出他的内阁，2009年5月4日，普拉昌达宣布辞去总理职务，尼共（毛）所有阁员全部辞职。
尼泊尔立宪会议于2009年5月23日召开会议，以简单多数选举尼泊尔共产党（联合马列）高级领导人马达夫·库马尔·内帕尔为新一届政府总理。尼共（毛）认为尼泊尔新阶段最为关键的问题是制定新宪法，内帕尔总理却宣布推迟新宪法的制定，尼共（毛）此时已经向联合国观察团上缴武器，无法再进行游击战，便宣布进行非暴力的和平示威游行。12月，内帕尔宣布辞去总理职务，尼共（毛）放弃之前一直坚持的立即制定新宪法的要求，宣称同意并不再试图阻止尼泊尔立宪会议再次延期一年，停止了示威游行。
2011年8月30日，尼共（毛）在总理选举中再次获胜，该党二号人物巴布拉姆·巴特拉伊出任总理。
2011年11月11日，尼共（毛）跟尼泊尔大会党和尼泊尔共产党（联合马列）签订七点协议，宣称对在他们之前进行了十几年的游击战及之后土地改革期间被没收的包括地主的土地在内的所有私有财产业主，进行财产的归还和赔偿，并决定在2011年11月23日之前彻底完成剩余的尼泊尔人民解放军官兵的整编工作：最多不超过6500名尼泊尔人民解放军官兵将被打散编入尼泊尔政府军，从事后勤保障、治安执勤等等“非战斗性”任务，其余人员可选择自愿退伍，或接受相关的职业培训，被重新安置。尼共（毛）总书记、军事委员会负责人巴哈杜尔·塔帕（绰号巴达尔）、巴迪亚（绰号基兰）等人及尼共（毛）在各地区的人民委员会连续召开新闻发布会，坚决拒绝归还田产，并称政府一旦用强，“将遭到报复”。在尼共（毛）随即举行的中央全会上，党中央副主席巴迪亚（基兰）对党目前的路线和普拉昌达与巴布拉姆·巴特拉伊的领导提出了强烈批评，提出要全面总结尼共毛跟资产阶级政府在2006年底签订和平协议以来的经验教训，改变目前的路线。基兰说自和平协议签订以来，尼共（毛）党中央通过以和平选举进行斗争的政策，其实根本没有得到任何成就，反而日益沦为资本主义体制内的又一个议会党，他指责普拉昌达和巴哈拉伊对党在去年全国会议上决定的积极准备起义夺取政权的建议，根本就是敷衍塞责，丝毫没有进行认真的准备。此次中央全会结束时尼共（毛）的领导层仍未解决分歧。基兰表示：在尼共（毛）与尼泊尔临时政府在2006年底签订和平协议时，他正被关押在印度的监狱中，他对此协议是不满意的。
2012年6月，以普拉昌达恩师、尼联共（毛）副主席莫汉·巴迪亚（基兰）为首的强硬派与普拉昌达决裂，另立新党尼泊尔共产党－毛主义。2015年10月，尼联共（毛）与尼共（聯合馬列）组成联合政府，尼共（聯合馬列）主席卡德加·普拉薩德·奧利出任尼泊爾總理。2016年7月，尼聯共（毛）退出聯合政府，改與反對黨尼泊爾大會黨聯合，迫使奧利在24日宣佈辭職。根据尼联共（毛）与尼泊爾大會黨的协定，两党主席普拉昌达和谢尔·巴哈杜尔·德乌帕将轮流担任总理。
2018年5月17日，与尼泊尔共产党（联合马列）合并为尼泊尔共产党。2021年3月8日，尼泊尔最高法院裁定2018年的合并无效，裁决要求两党恢复原状。

## 主张

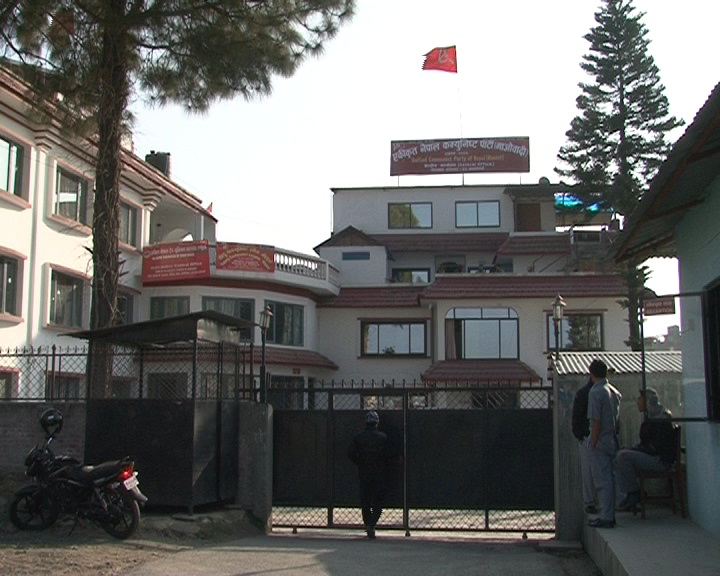
尼泊尔共产党（毛主义中心）总部

在1996年开始武装斗争后，尼共（毛）宣传他们要打破种姓差别，男女平等，推翻尼泊尔现行的君主制，建立共和制。他们反对“尼泊尔封建专制、印度扩张主义、美国帝国主义、俄罗斯霸权主义、中国修正主义及一切形式的反动主义”。2010年4月，普拉昌达宣布放弃这一同时反对印度、美国、俄罗斯和中国的不切实际、脱离国情和社会发展阶段的口号，并表示愿意放弃尼共（毛）尾缀中的“毛主义”字眼，同时希望尼泊尔共产党（联合马列）等尼泊尔其他各共产党都放弃尾缀文字，统一成一个尼泊尔共产党。
2001年，尼共（毛）發表了一份稱為《尼泊爾聯合革命人民大會的最低綱領和政策》的75點宣言，摘錄如下：
- 第4點：保障所有基本的政治權利，例如言論和表達自由，選舉權和被選舉權，信仰宗教和不信仰宗教的自由以及自由民權運動。保障就業、教育以及醫療。搞反革命活動的、有悖於國家和人民利益的反動派將剝奪一定時期的政治權利。
- 第7點：尼泊爾將通過終結所有的半殖民主義和新殖民主義的不平等條約（包括1950年的印度尼泊爾和平友好條約），通過擺脫帝國主義者和擴張主義者所強加給尼泊爾的債務，擁有完全的主權，並將致力於獨立自主、自力更生。關閉廓爾喀士兵募兵中心，將其轉變為一所國立大學。應當提供每個公民以工作。堅決制止帝國主義者對尼泊爾水資源的猖狂剝削；尼泊爾的水資源應當服務於尼泊爾普通民眾的利益。
- 第8點：保持私營企業、合資企業與關乎國計民生的重要集體和國營企業之間的合適平衡比例。除根據法律採取的一些例外措施，不對私人產業進行國有化。
- 第26點：尼泊爾人民革命以農業革命為主要目標。它將結束封建半封建和官僚式的生產方式，發展國家資本主義的生產方式，在此種生產方式下，土地將在無地和貧農中重新分配……富農和不居於土地所在地的地主的地租剝削將不再被允許。
- 第38點：為著增產、充分利用勞動力和促進經濟增長的目的，應當推廣合作社。
- 第44點：重要物資的貿易以及對外貿易應當由國家控制，其他的貿易可以由私人部門經營。必須中止印度資本壟斷與尼泊爾的貿易。
- 第50點：相對於大型水利發電工程而言，優先發展小型水力發電計劃。
- 第52點：實行免費、義務和公平的教育。
- 第57點：給所有公民提供免費的醫療服務。必須把醫療衛生工作的重點放到農村。
- 第60點：所有種姓與語言平等……在新政權下，種姓和地區差異問題將在自治政策下解決……自治政府將擁有絕對權力處理有關人民軍隊、外部關係、金融、交通、國際貿易以及基礎工業等等事務。

## 领袖和派别
尼共（毛主义中心）的领袖普拉昌达，本名普什帕·卡迈勒·达哈尔，但常自稱「普拉昌达」。「普拉昌达」在尼泊爾語有「威風凜凜」的意思。
该党內部有幾個派系，其中包括代表工會的全尼泊尔工会联合会（革命）和代表學生的全尼泊尔民族独立学生联盟（革命）。2004年，特萊人民解放陣線從尼共（毛）分裂出來。

## 對外關係
- 美国国务院曾将尼共（毛）列为恐怖组织，並給予尼泊尔政府两千万美元援助，以用于镇压游击队，并在其成立了美国国家民主基金会分部，该分部在多次颜色革命中扮演了重要作用[來源請求]。2012年9月6日，美国国务院宣布把尼联共（毛）从其全球恐怖组织名单中去除。
- 與尼泊爾有外交關係的中華人民共和國出于不干涉他国内政和避嫌等原因聲稱「與毛派沒有任何關係」，在尼泊尔国王贾南德拉访问中国期间，外交部发言人刘建超指出他们“盗用中国人民的伟大领袖毛泽东的名字”。同时，與中國之外其他主要的自称“毛主义”的組織一樣，尼共（毛）指稱改革开放后的中華人民共和國中央人民政府背棄了毛澤東思想，並指他們為「中國修正主義者」。
- 印度亦為尼泊爾王国政府提供过打击毛派武装的帮助。
- 尼共（毛）曾與印度的毛派革命組織合作，主要是與印度共产党（毛主义）有密切聯繫。根據印度政府的分析，他們曾計畫在尼泊爾與印度的比哈爾邦、恰蒂斯加爾邦、賈坎德邦、安得拉邦、奧里薩邦與中央邦之間建立「革命走廊」。但在尼共（毛）与尼泊尔政府和解之后，两党已经决裂[23]。
- 尼共（毛）曾是革命国际主义运动的成員。在2001年，革命國際主义運動下屬的十個南亞黨派組成了南亞毛主義政黨和組織協調委員會，其成員包括後來的印度共产党（毛主义）的前身、锡兰共产党（毛主义）和东孟加拉无产阶级党等等。

## 人权相关
2007年10月，尼泊尔首都加德满都的记者抗议杀害尼泊尔调频新闻电台和几家当地报纸的记者沙赫。他于2007年10月在尼泊尔的巴拉地区被毛派游击队绑架杀害。沙赫报道过毛派走私以及毛派对政敌诉诸暴力的情况。美国国务院在最近的世界人权状况报告中表示，尼泊尔毛派暴乱分子於2006年犯下諸多侵犯人权的罪行，包括谋杀、绑架以及勒索。
尼泊尔临时宪法保护新闻自由。但是，毛派组织在2008年12月前的几个月来一直对批评政府继续使用暴力与恐吓手段的新闻媒体发动围剿。隶属执政党的工会成员破坏报纸发行、毁坏办公室、攻击办公人员并威胁要处死他们。大约50名自称毛派政党的支持分子最近闯入拥有几家期刊杂志的一个出版商的办公室。他们捣毁设施，攻击工作人员，并警告他们不要刊登反对毛派的报导。
记者与人权组织、美国等世界各国的政府都对攻击事件进行了谴责。

## 选举结果

### 众议院选举
| 年份   | 领袖                 | 得票      | 得票   | 得票    | 席位      | 席位  | 排名 | 结果     |
| 年份   | 领袖                 | 得票数    | 得票率 | 增减    | 排名      | 增减  | 排名 | 结果     |
| ------ | -------------------- | --------- | ------ | ------- | --------- | ----- | ---- | -------- |
| 2008年 | 普什帕·卡迈勒·达哈尔 | 3,144,204 | 29.28% |         | 220 / 575 |       | 1    | 联合政府 |
| 2013年 | 普什帕·卡迈勒·达哈尔 | 1,439,726 | 15.21% | ▼ 14.07 | 80 / 575  | ▼ 140 | ▼ 3  | 反对派   |
| 2017年 | 普什帕·卡迈勒·达哈尔 | 1,303,721 | 13.66% | ▼ 1.55  | 53 / 275  | ▼ 27  | ━ 3  | 联合政府 |
| 2022年 | 普什帕·卡迈勒·达哈尔 | 1,175,684 | 11.13% | ▼ 2.53  | 32 / 275  | ▼ 21  | ━ 3  | 联合政府 |